# Мирошники (Котовский район)
Мирошники — село Котовского района Волгоградской области, административный центр Мирошниковского сельского поселения.

## Этимология
Название происходит от слова "мирошник",  которым  в южных  губерниях России и на Украине, называли мельника, работника на мельнице.  

## Улицы
- Заречная Улица
- Зелёный Переулок
- Мира Улица
- Молодёжная Улица
- Сиреневый Переулок
- Солнечная Улица
- Степная Улица
- Широкая Улица
- Школьная Улица

## Образование

### История  Мирошниковской  школы
Первая церковно-приходская школа в селе Мирошники была открыта в октябре 1888 года, а в октябре 1899 года, она была заменена земско-общественной школой. Земско-общественная школа в 4 класса просуществовала до коллективизации.
В 1934 году в селе Мирошники возникла неполная средняя школа-семилетка.
1 сентября 1986г. восьмилетняя школа была преобразована в среднюю школу.